# Alexanderson-Antenne

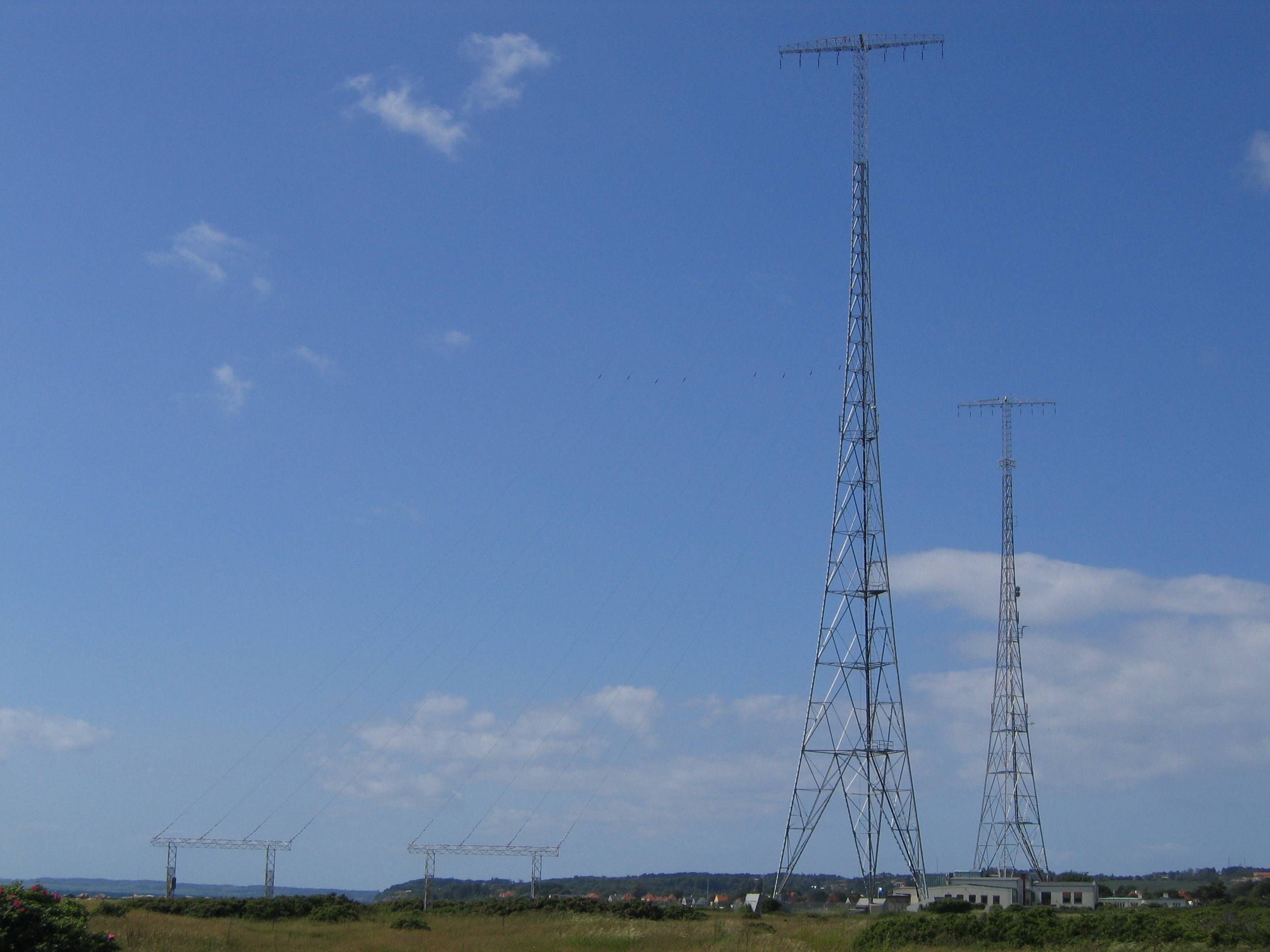
Alexanderson-Antenne des Radiosenders Kalundborg

Die Alexanderson-Antenne ist eine für Längst- und Langwellensender früher verwendete Sendeantenne mit ähnlichen Eigenschaften wie die T-Antenne. Erfunden wurde sie von Ernst Alexanderson. Sie besteht normalerweise aus geerdeten Türmen, zwischen denen mehrere Freileitungen gespannt werden, die eine Dachkapazität bilden. Darunter folgen Verlängerungsspulen und vertikale Drähte, die eigentlichen Strahler. Die Sendeenergie wird zwischen deren Fußpunkt und dem Erdnetz zugeführt. Die Spulen werden so abgestimmt, dass sie mit der Drahtkapazität und dem Turm einen Resonanzkreis für die Sendefrequenz bilden. Die Vorteile einer Alexanderson-Antenne bestehen darin, dass die schweren Masten keine Fußisolatoren benötigen und die Mastenhöhe relativ gering ist.
Die einzige zurzeit im Dauerbetrieb verwendete Alexanderson-Antenne steht in Kalundborg, Dänemark. Seit Oktober 2008 strahlte diese Antenne digitale Sendungen in DRM aus, mittlerweile wieder in Amplitudenmodulation.

## Ausgeführte Anlagen
- Radiosender Kalundborg (Langwellensender 243 kHz)
- Längstwellensender Grimeton (17,2 kHz)
- Weitere, jedoch nicht mehr existierende Längstwellensender, siehe Maschinensender